# Henny Porten
Pour les articles homonymes, voir Porten.
Henny Porten (née le 7 janvier 1890 à Magdebourg et morte le 15 octobre 1960 à Berlin) est une actrice allemande.

## Biographie
Fille d'artistes (son père est Franz Porten), elle débute sur les scènes de théâtre de Berlin à l'âge de 6 ans comme danseuse. C'est le producteur allemand Oskar Messter qui a découvert Henny Porten en 1907 et en a fait une des premières stars allemandes.
« Henny, type même de la beauté germanique, qui tint le rôle principal de nombre de films réalisés par son mari Curt Stark ou par Rudolf Biebrach ».

## Filmographie partielle
- 1906 : Apachentanz (de)
- 1913 : Héroïsme d'une Française[3] : Juliette Dodu
- 1913 : Lumière éteinte[4]  (Erloschenes Licht) .
- 1915 : Märtyrerin der Liebe de Rudolf Biebrach
- 1916 : Das wandernde Licht de Robert Wiene
- 1917 : Le Mariage de Louise Rohrbach (Die Ehe der Luise Rohrbach) de Rudolf Biebrach
- 1918 : L'Âme emprisonnée (Gefangene Seele) de Rudolf Biebrach : Violetta
- 1919 : Rose Bernd d'Alfred Halm
- 1920 : Les Filles de Kohlhiesel (Kohlhiesels Töchter) d'Ernst Lubitsch
- 1920 : Anna Boleyn de Ernst Lubitsch
- 1921 : Die Geierwally d'Ewald André Dupont
- 1921 : L'Escalier de service de Paul Leni : Bertha
- 1923 : I.N.R.I. de Robert Wiene
- 1923 : L'Évasion de Baruch (Das Alte Gesetz) d'Ewald André Dupont
- 1923 : Inge Larsen de Hans Steinhoff
- 1923 : Le favori de la reine de Ludwig Wolff
- 1924 : Comtesse Donelli de Georg Wilhelm Pabst
- 1931 : 24 Stunden aus dem Leben einer Frau de Robert Land
- 1941 : Les Comédiens (Komödianten) de Georg Wilhelm Pabst
- 1943 : Symphonie d'une vie (Symphonie eines Lebens) d'Hans Bertram
- 1955 : Mademoiselle de Scudéry (Das Fräulein von Scuderi) d'Eugen York

### Articles de presse
- « Une grande vedette allemande : Henny Porten »[5]